# Langensee (Holstein)
De Langensee is een meer in de Holsteinische Schweiz in de Duitse deelstaat Sleeswijk-Holstein.
Het ligt 22 m boven de zeespiegel, is 33 ha groot en tot 8 m diep.
De Schwentine stroomt erdoorheen.